# Седна (міфологія)

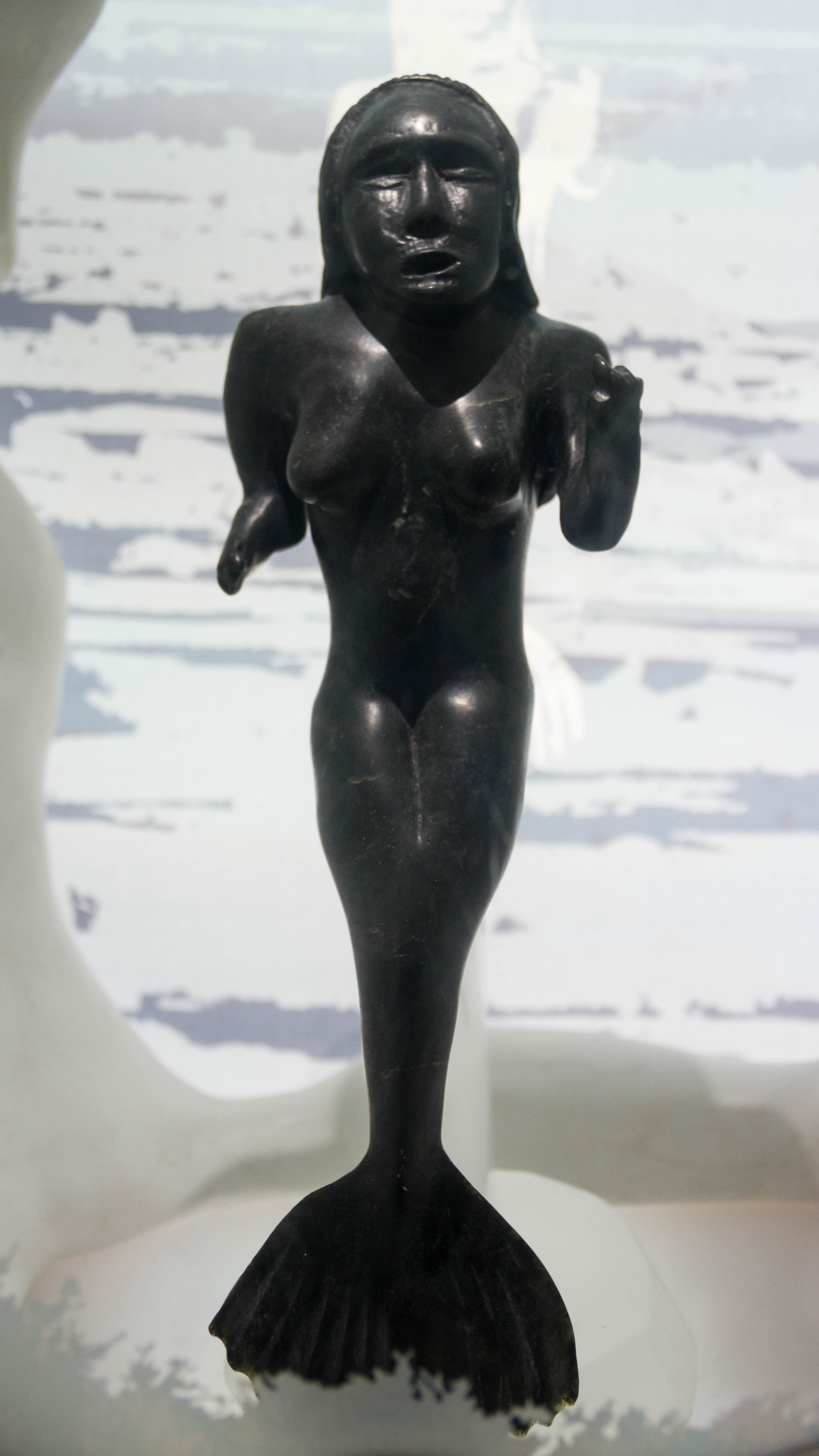

Седна (інук. ᓴᓐᓇ, Sanna) — богиня моря і морських тварин у ескімоській міфології. Живе в Адлівуні, ескімоському царстві мертвих, і керує ним.
Існує декілька легенд про Седну. Відповідно до одного з міфів, Седна, подібно ундині, була дочкою бога-творця Ангути і його дружиною. Вона була такою великою і ненажерливою, що їла все, що знаходила в батьківському домі, і навіть згризла одну з рук батька, поки той спав. Згідно з іншими версіями міфу, вона взяла собі в чоловіки пса.
Ангута так розсердився, що викинув її з каное. Вона вчепилася за його борти, але Ангута відрубав її пальці один за одним. Вона потонула і потрапила в царство мертвих, ставши володаркою глибоководних чудовиськ, а її величезні пальці стали тюленями, морськими левами і китами, на яких полюють ескімоси.
Інші міфи стверджують, що Седна була красивою цнотливою дівчиною, яку заманив заміж злісний пташиний дух. Коли батько спробував врятувати її, дух розлютився і викликав жахливий шторм, який погрожував знищити його людей. У відчаї батько кинув свою дочку в розбурхане море.
Різні легенди дають різні пояснення смерті Седни від рук батька. Іноді вона є невинною жертвою, іноді виявляється, що заслуговує покарання за жадібність або який-небудь поганий вчинок. Однак всі історії сходяться на тому, що вона зійшла в глибини океану і стала володаркою морських істот.
Її ім'ям був названий транснептуновий об'єкт Седна, відкритий Майклом Брауном (Каліфорнійський технологічний інститут), Чедвіком Трухільйо (Обсерваторія Джеміні) і Девідом Рабиновичем (Єльський університет) 14 листопада 2003 року.